# Ímer Machado
Imer Lemuel Machado Barrera (Villanueva, Casanare, 26 de marzo de 1973) es un árbitro de fútbol colombiano. Desde el año 2008 obtuvo la insignia de la FIFA como árbitro internacional.

## Trayectoria
Su primer partido dirigiendo en la Categoría Primera A colombiana fue el 15 de agosto de 2007 en el duelo entre Atlético Bucaramanga y La Equidad. Hasta el momento ha pitado en nueve finales de fútbol en Colombia: Once Caldas vs. La Equidad (Copa Colombia 2008), Rionegro vs. Real Cartagena (Apertura 2008 Primera B), Medellín vs. América (Finalización 2008), Once Caldas vs. Junior (Apertura 2009), La Equidad vs. Junior (Apertura 2010), Atlético Nacional vs. La Equidad (Apertura 2011), Independiente Santa Fe vs. Atlético Nacional (Apertura 2013), Atlético Nacional vs. Millonarios (Copa Colombia 2013), Atlético Nacional vs. Deportivo Cali (Finalización 2013), Atlético Nacional Vs. Junior de Barranquilla (Apertura 2014) y Junior Vs. Santa Fe (Copa Colombia 2015)

## Polémicas
En el Apertura 2009, al final del partido entre Real Cartagena y Millonarios el árbitro le pidió regalada una camiseta al delantero del club bogotano Carmelo Valencia, lo cual generó la protesta del club cartagenero ante la División Mayor del Fútbol Colombiano (Dimayor).
Por las clasificatorias al Mundial de Brasil 2014, durante el partido entre las selecciones de Venezuela y Chile, trascendió que Claudio Borghi, Director Técnico de la selección Chilena, propinó insultos racistas al árbitro. En informes posteriores del veedor del partido, se clarificó que el DT nunca propinó los insultos, y que la acusación se basó en supuestas gesticulaciones del mismo. El propio informe arbitral descartó que hayan existido insultos racistas. A pesar de esto, Borghi fue castigado por la FIFA para no dirigir durante 5 partidos de eliminatorias. Posteriormente, tras una primera apelación, esa sanción se redujo a 4 partidos.